# Casa Sfatului din Brașov
Casa Sfatului din Brașov (în germană Kronstädter Altes Rathaus, în maghiară Régi brassói városháza), vechea primărie situată în Piața Sfatului din centrul istoric al orașului, este cel mai important monument laic al Brașovului. Clădirea este nominalizată ca monument istoric cod LMI BV-II-m-A-11586, iar în Repertoriul Arheologic Național monumentul apare cu codul 40205.211.

## Istoric
Casa Sfatului a fost inițial un turn de supraveghere, ale cărui baze se aflau pe cele ale actualului turn și care a suferit doar refaceri exterioare de-a lungul timpului, clădirea care face corp cu el fiind construită ulterior.
Din turn se supraveghea podul („Podul Minciunilor”) peste pârâul care curgea prin piață venind din Șchei și care se despărțea aici în două ramuri, una curgând spre Brașovechi prin strada Vămii și cealaltă spre Blumăna prin Ulița Căldărarilor.
Începutul unei construcții pe locul Casei Sfatului este atestat documentar în urmă cu mai bine de 600 de ani, la data de 23 decembrie 1420, când a fost încheiat un acord între Adunarea Districtului Țării Bârsei și Breasla Blănarilor privitoare la construcție. În acest document se menționa că reprezentanții Breslei Blănarilor brașoveni au îngăduit celor nouă comune ale „Provinciei Țara Bârsei” să-și construiască deasupra bolții de vânzare a breslei o cameră pentru „acordarea dreptății” și pentru ședințele magistratului.
Totuși, din cauza invaziei turcești din 1421 și a distrugerilor suferite, precum și a arestării magistratului orașului, lucrările de construcție au fost întârziate.

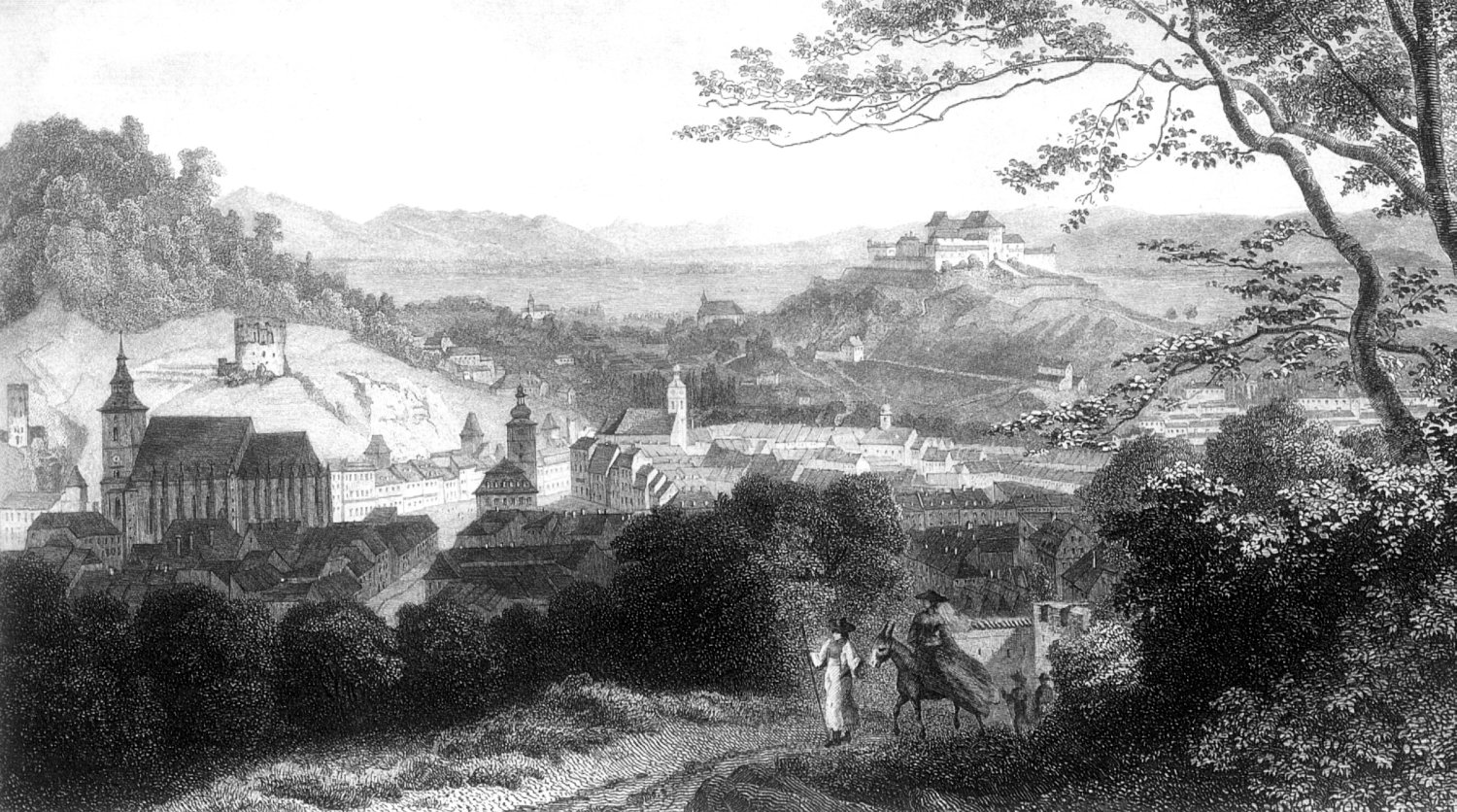
Brașovul în jurul anului 1800

Clădirea s-a transformat în primărie pe măsură ce orașul s-a dezvoltat. Astfel, următoarea mențiune despre Casa Sfatului din Brașov este în anul 1503, ea apărând sub numele de „Praetorium”, sediul administrației orașului.
Un document din anul 1520 atestează că edificiul aferent turnului de veghe era format doar dintr-o singură încăpere, având dimensiunile de 5 metri lățime și 12 metri lungime, în care se aflau o sobă, patru mese cu bănci și un dulap pentru acte. Din anul 1521 se păstrează și prima mențiune despre închisoarea aflată în subsolul clădirii, inclusiv o cameră de execuție capitală.
Construcția clădirii Sfatului și supraînălțarea turnului a avut loc între anii 1521 și 1528.
30 de meșteri zidari au lucrat la înălțarea turnului la peste 50 de metri și la clădirea din jurul lui, care avea să devină primăria Brașovului.
Anul 1528, înscris pe turn într-o stampă de la 1865, indică data aducerii acestuia la cota de astăzi și înzestrarea sa cu un ceas, unul dintre cele mai vechi din oraș.
Doar Biserica Neagră avea un ceas mai vechi care datează de la 1516. Ceasul de la Casa Sfatului era unul cu mecanism și figurine asemenător celui din Turnul cu Ceas din Sighișoara. Arătătoarele aveau forma unor mâini cu indexul întins spre cifrele cadranului. Ceasul  avea o păpușă care se mișca și bătea gongul la ore fixe. Acest ceas a fost înlocuit în secolul al XVIII-lea după marele incendiu, iar mecanismul a fost păstrat la Muzeul de Istorie.

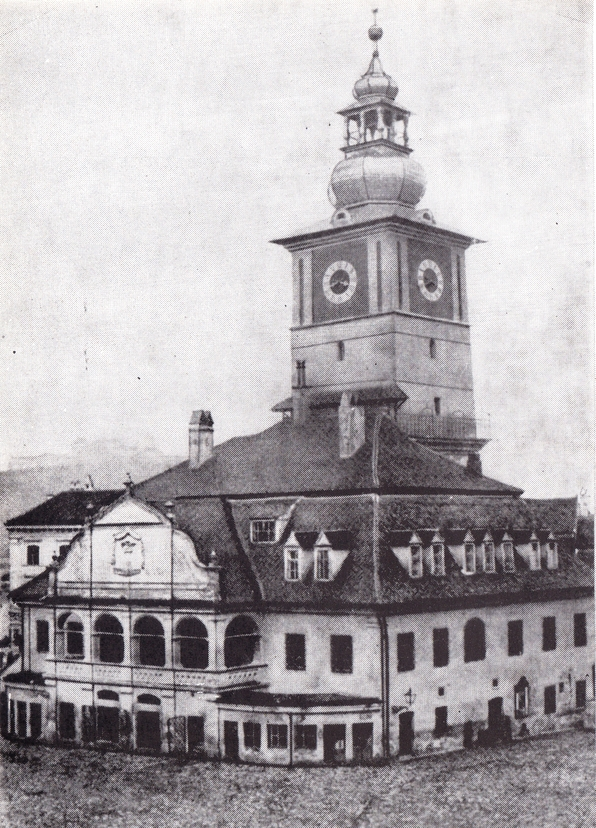
Casa Sfatului (cca 1880)

Aici la Brașov în Casa Sfatului, în anul 1600, Mihai Viteazul a convocat Dieta Transilvaniei după victoria asupra lui Andrei Báthory în Bătălia de la Șelimbăr din 18/28 octombrie 1599 și cucerirea Transilvaniei în încercarea sa de unificare statală a celor trei provincii românești. Chiar dacă a fost recunoscut de Dietă doar ca guvernator imperial, Mihai a fost conducătorul de facto al Transilvaniei, Dieta recunoscându-i titlul de locum tenens al Transilvaniei, așa cum se specifică în diplomele latine.
Casa Sfatului a cunoscut de-a lungul anilor multe modificări, majoritatea fiind datorate distrugerilor provocate de evenimente naturale. Astfel, în 5 iulie 1608 un trăznet a lovit turnul clădirii, iar incendiul provocat nu a putut fi stins decât după ce s-a turnat în foc vin, oțet și lapte. 
La 16 septembrie 1608, în vârful turnului a fost așezat un glob din aramă care va fi înlocuit în 1661.
În anul 1646, primarul Michael Herrmann a renovat clădirea și a construit o nouă sală pentru consiliul orașului alcătuit din o sută de membri („Hundertmannschaft”), de unde și denumirea de „centumviri” sau „sutași”. Sfaturile lor au dat numele de „sfat” (întrebuințat și de Coresi) întregii clădiri.
La începutul secolului al XVII-lea turnul a devenit „turnul trompeților”, denumit astfel după paznicii Sfatului care își făceau rondul pe galeria de la mijlocul turnului și suflau din trompetă la fiecare oră, marcând orele zilei sau anunțau locuitorii orașului despre calamități sau invazii, când era cazul.

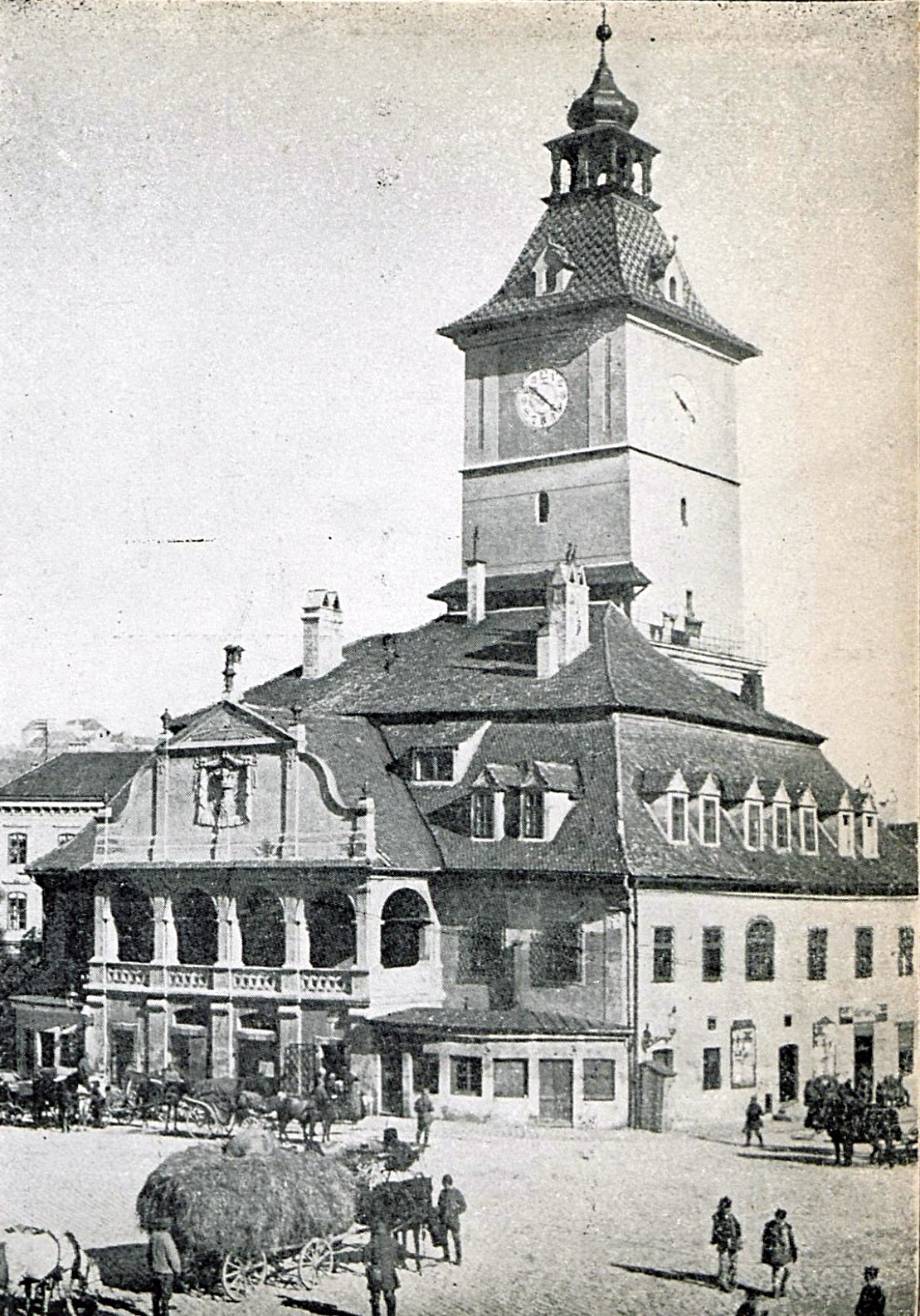
Casa Sfatului cu acoperișul turnului modificat în 1910

Ca urmare a unui puternic cutremur din dimineața zilei de 17 iunie 1662 care a afectat foarte serios clădirea, la data de 2 iulie turnul s-a prăbușit în proporție de două treimi. Lucrările de refacere au durat trei ani și au costat 6.000 florini.
Incendiul din 21 aprilie 1689, care a distrus o mare parte din clădirile Brașovului, a afectat grav și Casa Sfatului. O mare parte din interiorul clădirii, acoperișul și clopotele au fost distruse; de asemenea multe dintre documentele originale din arhivele orașului, depozitate într-o boltă de la primul etaj, au fost arse. Totuși, majoritatea documentelor au supraviețuit deoarece existau în dublu exemplar. Din cauza situației financiare dificile a orașului, s-au putut face doar reparațiile strict necesare, care s-au terminat în anul 1691.
Reconstrucția completă în stil baroc a durat aproape un secol. Ample lucrări de refacere a clădirii au avut loc perioada 1770 - 1778. Atunci au fost tencuiți pereții, a fost renovat acoperișul care a primit o formă sferică („bășica Sfatului”), a fost adăugată stema Brașovului pe frontispiciul clădirii și au fost construite noi încăperi destinate desfășurării activității administrative și judecătorești. Cu acea ocazie a fost desființată închisoarea de la subsol, iar în interior au fost cioplite în piatră ancadramentele ușilor și ferestrelor, scările de acces, precum și alte elemente decorative. De asemenea a fost instalat un nou clopot. În anul 1778, Casa Sfatului avea, cu foarte mici diferențe, forma păstrată până astăzi.
Între anii 1835 - 1837 au fost construite încăperile de la mansardă și a fost renovat acoperișul. În anul 1870 a fost introdus iluminatul cu gaz al clădirii, iar în 1874 s-a instalat cântarul orașului, mutat aici din Casa Negustorilor.
În anul 1876 administrația Brașovului s-a mutat într-o clădire nouă situată la intersecția străzilor Republicii și Mihail Sadoveanu și de acolo, în anii 1940, în Palatul Finanțelor. Casa Sfatului a rămas doar depozitara arhivei orașului, păstrată aici până în 1923, când a fost mutată la Bastionul Fierarilor.
Loggia de la intrare, cu stema orașului, era flancată la parter de câte un chioșc semicircular, desființate în anul 1935, odată cu remiza pompierilor aflată pe peretele nordic. Parterul era ocupat atunci în bună parte, pe latura de nord-est, de „prăvălii”.
În perioada 1909 – 1910 a fost construit acoperișul de formă piramidală, cu țigle colorate în negru și galben, acoperiș rămas neschimbat până în prezent.
Casa Sfatului fost de două ori la un pas de demolare. Prima dată, în anul 1902 când, ca urmare a unei hotărâri a reprezentanței orașului, clădirea urma să fie dărâmată, dar, în urma protestelor comunității locale, hotărârea a fost retrasă. A doua oară, după instaurarea comunismului, s-a propus demolarea Casei Sfatului pentru a se creea mai mult loc în Piața Sfatului pentru manifestațiile muncitorești. O echipă de arhitecți ajutați de academicianul George Oprescu a reușit să convingă regimul comunist să nu demoleze clădirea.
Începând din anul 1950 în Casa Sfatului a funcționat Muzeul de Stat Brașov, devenit ulterior Muzeul Județean de Istorie din Brașov, cu expoziții permanente și temporare.

## Descriere
Clădirea a fost construită în etape, motiv pentru care se pot observa și astăzi diferitele stiluri de arhitectură. În partea de jos se observă stilul gotic, iar la etaj stilul renascentist și baroc. În secolul al XVI-lea turnul era străjuit de patru turnulețe, semn că orașul avea dreptul de a pronunța sentințe capitale, „Jus Gladii”.
Clădirea are formă pătrată, cu subsol, parter, un etaj și mansardă. Turnul are șapte etaje, 58 de metri înălțime și este construit pe latura de est, cea mai veche parte a clădirii. Intrarea este pe latura vestică.
Ceasul care se află acum în turn datează din anul 1892, arată similar cu cel dinaintea sa, a fost adus din Germania și are cadrane pe toate cele patru laturi. În ciuda vechimii sale, ceasul încă afișeză ora cu exactitate.

## Galerie de imagini

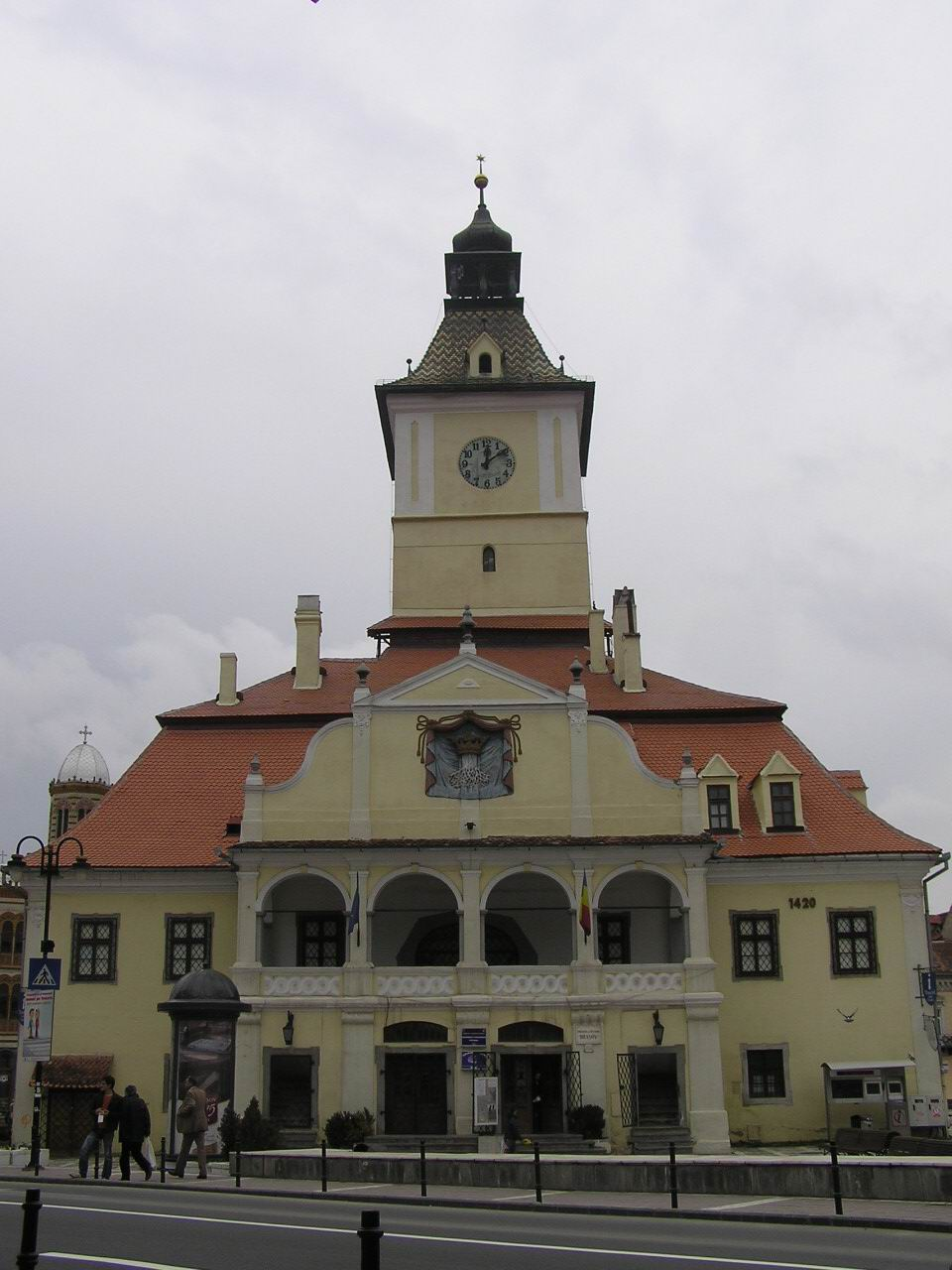
Casa Sfatului - Intrarea
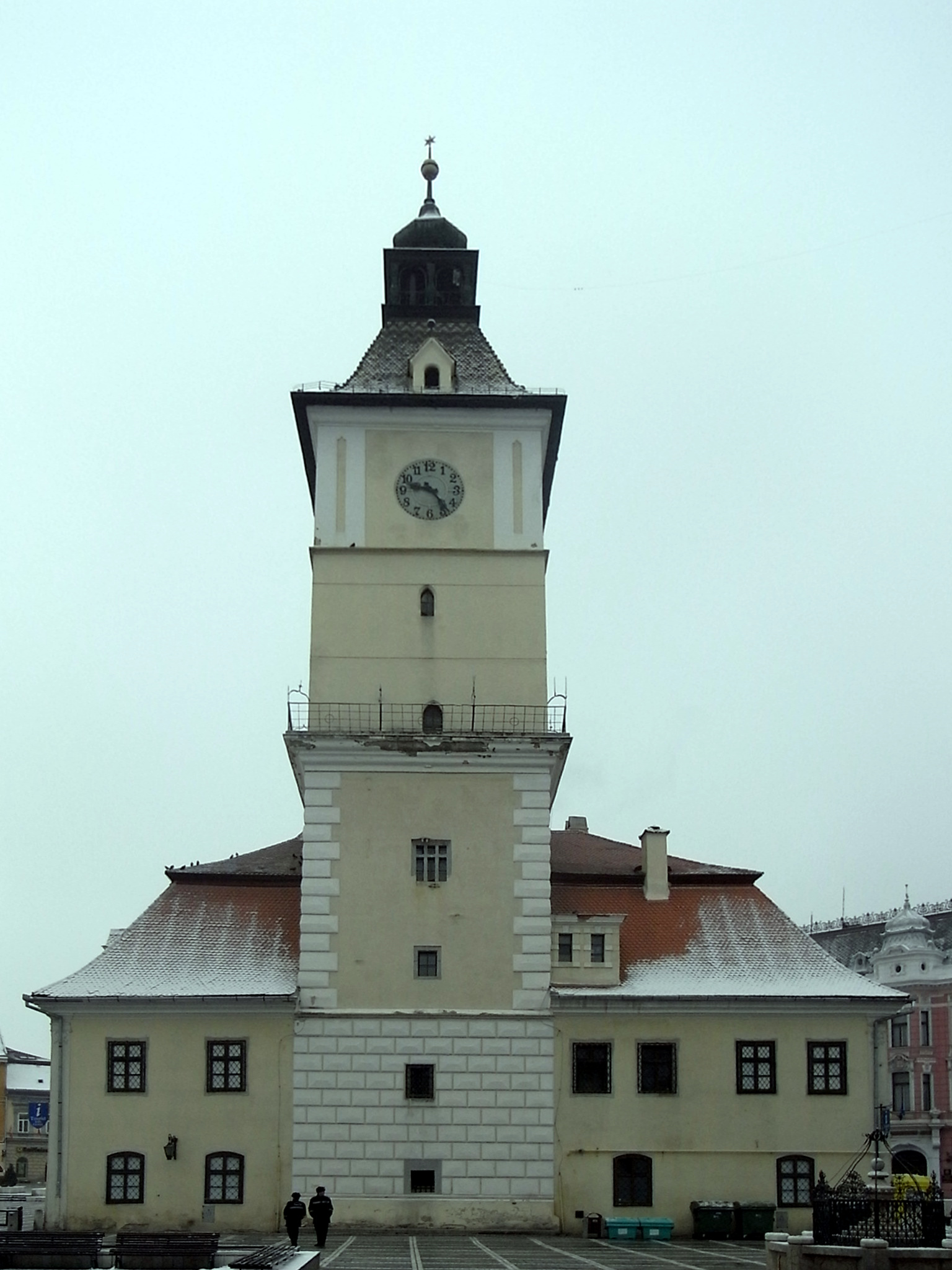
Casa Sfatului - latura estică cu turnul
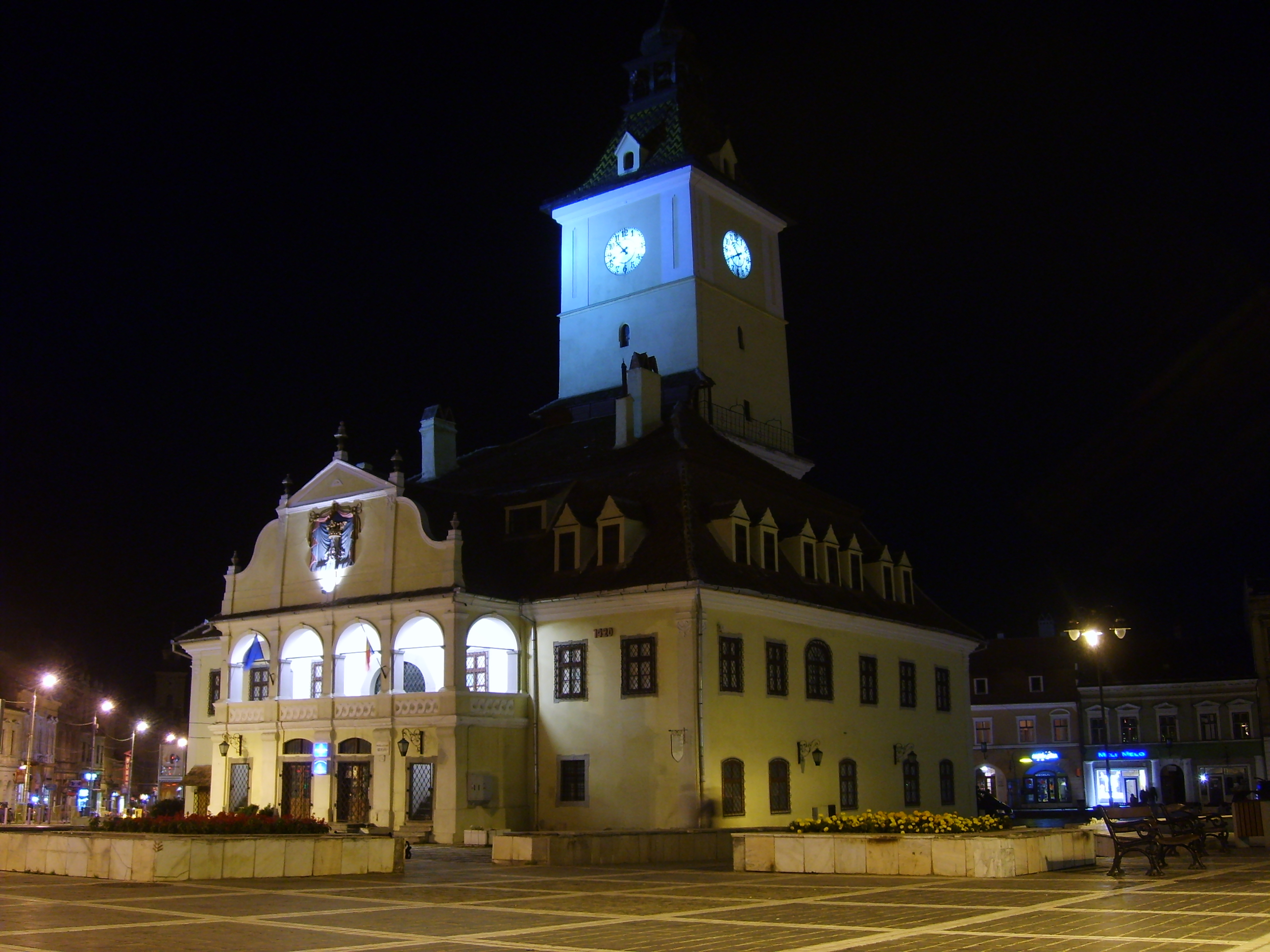
Casa Sfatului noaptea
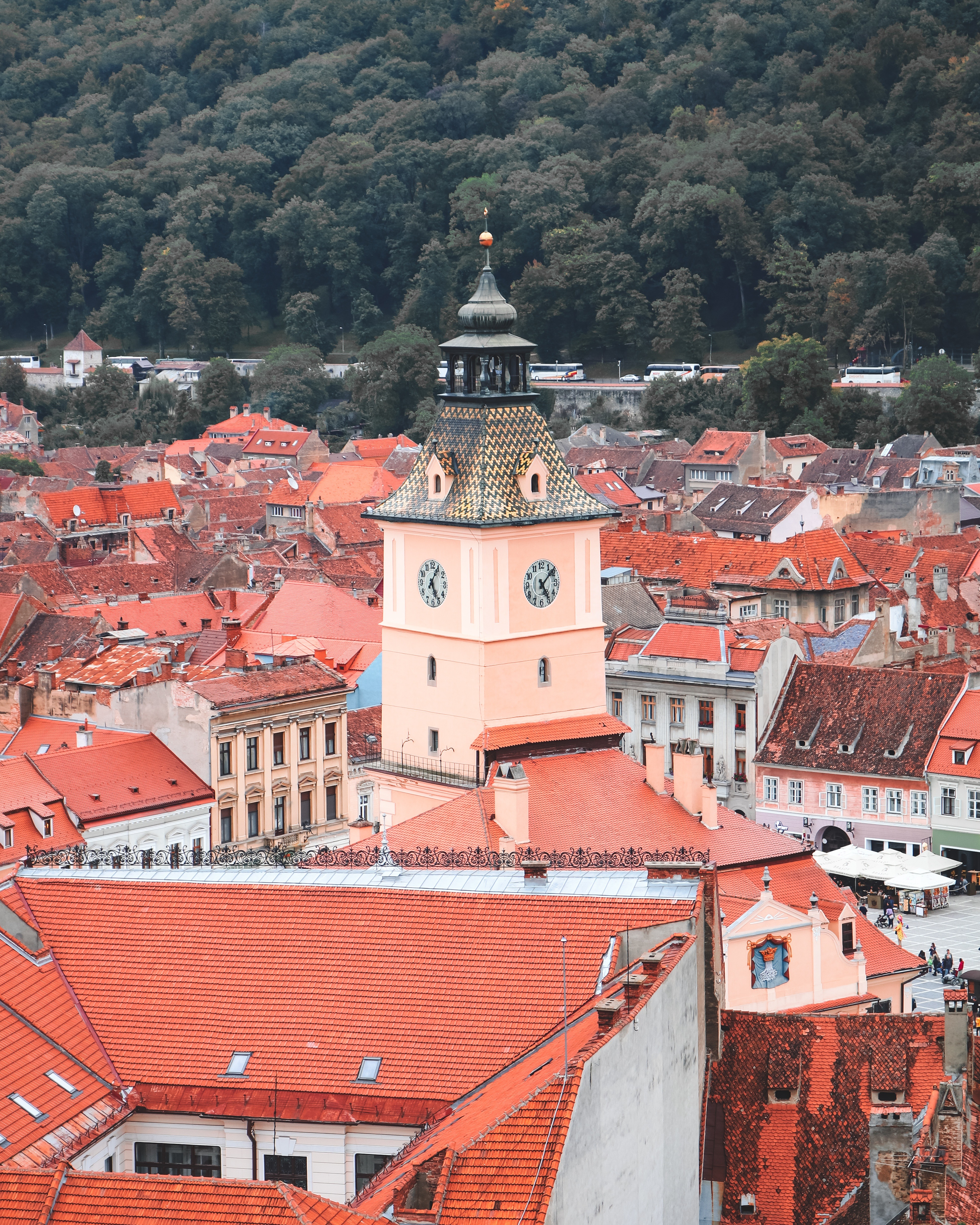
Casa Sfatului văzută din Turnul Alb
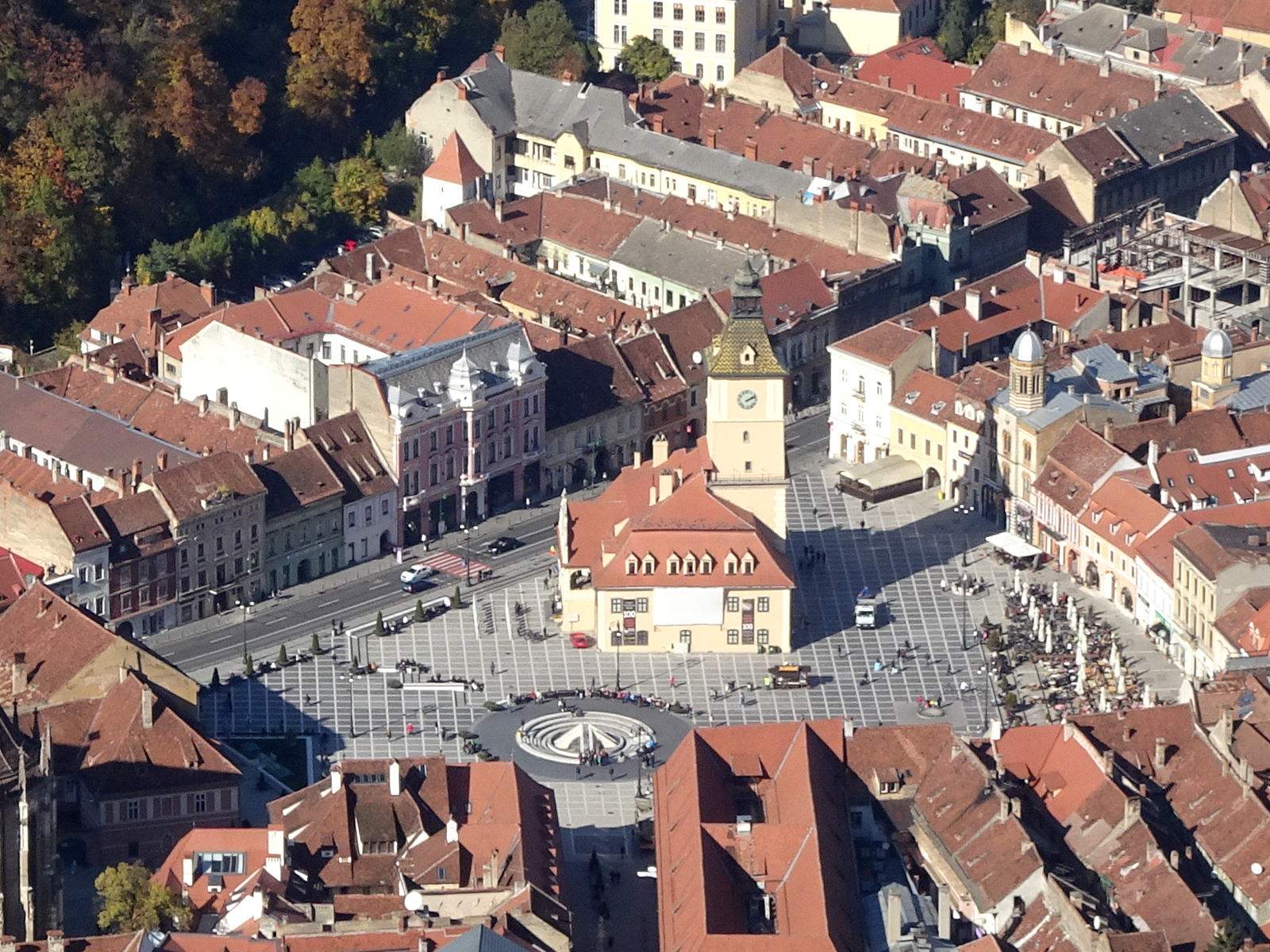
Casa Sfatului în Piața Sfatului

## Curiozități
- Ceasul emblematic din turn a fost la un pas de a fi distrus de fostul comandant militar austriac care locuia în Casa Împăraților, vizavi de Casa Sfatului, pentru că ceasul avea o păpușă care bătea gongul, iar sunetul acesta îi stresa papagalul.[10]
- Casa Sfatului a fost pentru o vreme clădirea unde se luau toate deciziile importante și unde se împărțea dreptatea (un fel de tribunal medieval). Aici se pronunțau sentințele la moarte, iar condamnații erau executați prin diferite metode, în funcție de statutul social: oamenii cu stare erau decapitați, hoții de rând erau spânzurați, iar vrăjitoarele erau arse pe rug. Tot aici au fost judecați capii răscoalei împotriva austriecilor în 1689.[10]
- Pe vremuri, din turnul Casei Sfatului cânta fanfara orașului.[5] În prezent, de două ori pe zi în weekend, trei trâmbițași interpretează de pe balconul turnului melodii românești, săsești și maghiare.[7]

## Legături externe

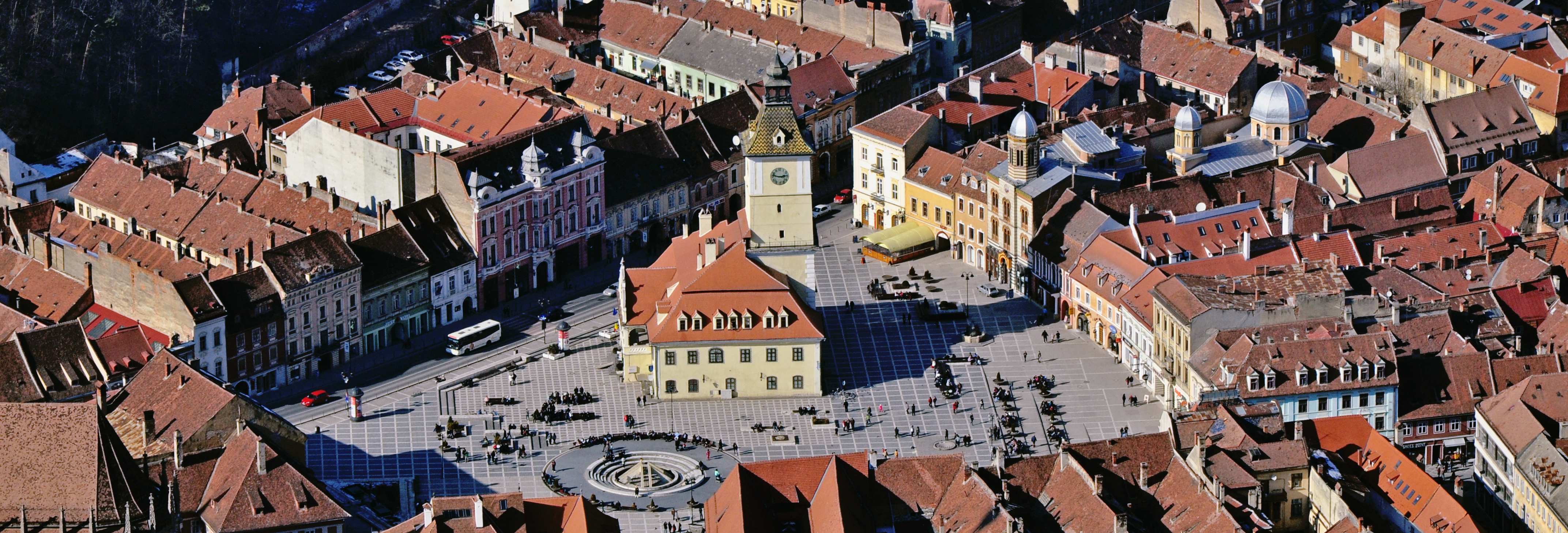
Casa Sfatului în centrul Pieței Sfatului, vedere de ansamblu